# Raoiella pandanae
Raoiella pandanae är en spindeldjursart som beskrevs av Mohanasundaram 1985. Raoiella pandanae ingår i släktet Raoiella och familjen Tenuipalpidae. Inga underarter finns listade i Catalogue of Life.